# Tokachi International Speedway
Tokachi International Speedway (en japonés: 十勝インターナショナルスピードウェイ) es un autódromo ubicado en Sarabetsu, Hokkaidō, Japón.
El circuito posee tres configuraciones: la pista Grand Prix (グランプリコース), la pista Clubman (クラブマンコース) y la pista Junior.

## Eventos
Desde 1994, se corrieron las 24 Horas de Tokachi hasta el año 2008. En 2007, un Toyota Supra obtuvo la primera victoria para un vehículo híbrido.
En 2004, se llevó a cabo el All Japan Grand Touring Car Championship en la configuración Clubman del circuito. También albergó la Fórmula Nippon en 1995 y 1996 en la configuración principal. En 2018, la categoría D1 Grand Prix celebró una carrera regular en el trazado.

## Trazados
|                     |
| Pista de Grand Prix |

|               |
| Pista Clubman |

|              |
| Pista Junior |